# Daecheon-dong, Boryeong
Daecheon-dong (koreanska: 대천동) är en stadsdel i staden Boryeong i provinsen Södra Chungcheong, i den västra delen av  Sydkorea, 140 km söder om huvudstaden Seoul.

## Indelning
Administrativt är Daecheon-dong indelat i:
| Namn    | Namn                 | Yta km² | Invånare 31 dec 2020 |
| ------- | -------------------- | ------- | -------------------- |
| 대천1동 | Daecheon 1(il)-dong  | 5,30    | 14 648               |
| 대천2동 | Daecheon 2(i)-dong   | 4,15    | 7 062                |
| 대천3동 | Daecheon 3(sam)-dong | 8,33    | 16 843               |
| 대천4동 | Daecheon 4(sa)-dong  | 7,54    | 15 916               |
| 대천5동 | Daecheon 5(o)-dong   | 22,08   | 7 019                |